# Robertson Stadium
John O'Quinn Field at Corbin J. Robertson Stadium, meestal eenvoudiger Robertson Stadium genoemd, is een multifunctioneel stadion gelegen op de campus van de Universiteit van Houston. Hier worden de wedstrijden van Houston Dynamo en de Houston Cougars gespeeld.
Het grootste bezoekersaantal voor een enkele wedstrijd in het Robert Stadium werd bereikt op 1 december 2006, toen 31.818 toeschouwers de wedstrijd tussen de Houston Cougars en de Universiteit van Southern Mississippi volgden.

## Geschiedenis
Met het bouwen van het stadion werd gestart in 1941 in opdracht van het Houston Independent School District en de Works Progress Administration. Het stadion werd het Houston Public School Stadium gedoopt en had oorspronkelijk plaats voor 20.500 toeschouwers. In de beginjaren werd het vooral gebruikt als thuisbasis voor de Americanfootballteams van de publieke hoge scholen uit de omgeving.
Van 1946 tot 1950 speelde het Americanfootballteam van de Universiteit van Houston, de Houston Cougars, hun thuiswedstrijden hier. In 1958 werd de naam van het stadion omgevormd tot het Jeppesen Stadium. Holger Jeppesen, lid van de bestuursraad van het School District, had heel sterk gelobbyd voor de bouw van dit stadion. De Houston Oilers, een footballteam uit de AFL, speelden hier van 1960 tot 1964 en wonnen hier zelfs tweemaal de titel. Dit team werd na enkele verhuizingen het huidige Tennessee Titans, dat uitkomt in de NFL.
De Universiteit van Houston kocht in 1970 het sportcomplex. Uit erkentelijkheid werd het stadion in 1980 genoemd naar Corbin J. Robertson, voormalig lid van de raad van bestuur van de universiteit en voorzitter van de sportafdeling. Na vele omzwervingen van hun Americanfootballteam besloot de Universiteit om hun thuismatchen opnieuw in dit stadion te laten doorgaan.
Om aan de standaarden te voldoen van de NCAA werd in 1999 een grondige renovatie uitgevoerd aan het stadion. Het speelveld werd verlaagd, de atletiekpiste werd verwijderd ten voordele van meer zitplaatsen. Dit nieuwe speelveld kreeg de naam van de grootste investeerder, het John O’Quinn Field.
Een donatie van Houston Dynamo zorgde voor de tot nu toe laatste aanpassingen aan het stadion. Het verlichtingssysteem werd verbeterd en een nieuw scorebord en videobeeldscherm werden geplaatst.